# Helmut Knochen
Helmut Knochen, född 14 mars 1910 i Magdeburg, död 4 april 2003 i Offenbach am Main, var en tysk anglist och SS-Standartenführer. Han var 1940–1944 befälhavare för Sicherheitspolizei (Sipo) och Sicherheitsdienst (SD) i det av Tyskland ockuperade Frankrike.

## Biografi
Knochen studerade filosofi och journalistik och disputerade vid Göttingens universitet år 1934 på en avhandling om den brittiske dramatikern George Colman d.ä., Der Dramatiker George Colman.
År 1937 knöts Knochen till utrikesavdelningen vid SD-Hauptamt, föregångaren till Reichssicherheitshauptamt, Tredje rikets säkerhets- och underrättelseministerium. Han kommenderades år 1940 till det ockuperade Frankrike och beklädde posten som befälhavare för Sicherheitspolizei och Sicherheitsdienst (Befehlshaber der Sicherheitspolizei und des SD Frankreich, förkortat BdS Frankreich). I kraft av detta ämbete samarbetade han med Carl Oberg och Kurt Lischka i administrerandet av deportationerna av judar från Frankrike till bland annat Auschwitz-Birkenau.
I juni 1946 dömde en brittisk militärdomstol Knochen till döden för mord på brittiska tillfångatagna piloter i Vogeserna år 1943. Straffet verkställdes inte, utan han utlämnades till Frankrike där han år 1954 ånyo dömdes till döden. Fyra år senare omvandlades straffet till livstids fängelse och han frisläpptes i december 1962.

## Populärkultur
Helmut Knochen förekommer i Jonathan Littells historiska roman De välvilliga. Han figurerar också (som överste von Knochen) i flera Spirou-äventyr med manus av Yann och teckningar av Olivier Schwartz; albumen har titlar som Operation Fladdermus och Leopardkvinnan.